# Alfred Wainwright
Alfred Wainwright (Blackburn, 17 gennaio 1907 – 20 gennaio 1991) è stato uno scrittore inglese.
Alfred ("A.W.") Wainwright MBE fu un fellwalker, un autore di guide e un illustratore. I suoi sei volumi Pictorial Guide to the Lakeland Fells, pubblicati tra il 1955 e il 1966 e contenenti l'intera riproduzione dei suoi manoscritti, sono diventati un riferimento standard per le 214 cascate del Lake District. Tra i suoi libri troviamo la prima guida della Coast to Coast Walk, un sentiero a lunga distanza di 192 miglia definito da Wainwright che rimane tuttora molto popolare.

## Vita
Alfred Wainwright nacque a Blackburn, Lancashire in una famiglia relativamente povera, principalmente a causa dell'alcolismo di suo padre. Era molto bravo a scuola (primo in quasi tutte le materie) anche se abbandonò all'età di 13 anni. Mentre la maggior parte dei suoi compagni di classe fu costretta a trovare lavoro nelle fabbriche locali, Wainwright cominciò a lavorare come fattorino nel Dipartimento di Ingegneria di Blackburn. Passo molti dei successivi anni a studiare nelle scuole serali, ottenendo la qualifica di ragioneria che gli diede modo di avanzare nella sua carriera al Blackburn Borough Council. Anche da bambino Wainwright camminava molto, circa 20 miglia all'epoca; inoltre era interessato alla cartografia, disegnando egli stesso le mappe dell'Inghilterra e della sua città. Nel 1930, all'età di 23 anni, Wainwright aveva risparmiato denaro sufficiente per una vacanza di una settimana nel Lake District con il cugino Eric Beardsall. Arrivarono a Windermere e risalirono la vicina collina chiamata Orrest Head, dove Wainwright vide il primo panorama su Lakeland. Questo momento segna l'inizio di quello che successivamente si sarebbe tramutato nel suo amore per il Lake District. Nel 1931 sposò la sua prima moglie Ruth Holden, un'operaia locale, dalla quale ebbe il figlio Peter. Nel 1941 Wainwright fu in grado di visitare le montagne da vicino quando ottenne il lavoro (e con esso una paga minore) nell'ufficio del Tesoro a Kendal, Westmorland. Egli visse e lavorò in quella città per il resto della sua vita, ne ruolo di tesoriere dal 1948 fino al pensionamento nel 1967. Il suo primo matrimonio finì quando Ruth lo lasciò tre settimane prima che lui andasse in pensione. Divorziarono. Nel 1970 sposò Betty McNally (1922-2008), anch'ella divorziata, che divenne la sua compagnia di camminate e colei che portò le sue ceneri all'Innominate Tarn sulla cima di Haystacks.
Per tutta la vita Wainwright fu un fan di Blackburn e infatti fu un membro fondatore del Blackburn Rovers Supporters Club.

## Guide illustrate
Wainwright cominciò a lavorare alla prima pagine della sua opera Pictorial Guide to the Lakeland Fells in 9 novembre 1952. Aveva progettato l'esatta portata e il contenuto dei sette volumi fin dall'inizio, e lavorò coscienziosamente e scrupolosamente alla serie per i successivi 13 anni ad un tasso medio di una pagina ogni sera.
Secondo la sua autobiografia, Fellwanderer, inizialmente pianificò la serie per un proprio interesse piuttosto che con l'intenzione di pubblicarli. Quando lui decise di pubblicare il suo primo libro lo fece privatamente attraverso un tipografo locale, poiché non poteva affrontare la prospettiva di trovare un editore; tuttavia, il suo amico Henry Marshall, Bibliotecario di Kendal e Westmorland, si fece carico della pubblicità e dell'amministrazione e il suo nome compare come editore per le prime edizioni. Questo accordo continuò per la prima edizione dei successivi tre libri, dopo dei quali furono intervistati dal giornale locale di Kendal, il Westmorland Gazette. I libri di Wainwright furono presi in consegna da Michael Joseph negli anni novanta. Nel 2003 cessarono la pubblicazione, i diritti furono comprati da Frances Lincoln.
Le Guide Illustrate attualmente sono in aggiornamento, per la prima volta dalla loro pubblicazione originale, per tenere conto dei cambiamenti avvenuti nelle condizioni delle montagne. Le revisioni sono fatte da Chris Jesty, che imita la mano di Wainwright per rendere le modifiche meno intrusive possibili. I cambiamenti più importanti sono le copertine delle guide che mostrano le foto del Lake District di Derry Brabbs, piuttosto che i disegni presenti sulle copertine originali, e le mappe mostrano i percorsi in rosso. Dal settembre 2010 i sette libri sono in revisione. È stato annunciato che anche le altre guide saranno riviste, prima tra tutti la 'A Coast to Coast Walk', seguita da 'The Outlying Fells of Lakeland'e 'The Pennine Way Companion'.

## Lavori successivi
Dopo le Guide Illustrate Wainwright pubblicò nel 1968 il Pennine Way Companion, applicando lo stesso approccio preciso per il primo sentiero a lunga distanza della Britannia. Per anni questa fu una guida fondamentale per le Pennine Way, contrastando la guida ufficiale di Tom Stephenson. Il libro di Wainwright in una mappa continua del percorso accompagnata da molti commenti, con una digressione insolita: poiché il tragitto andava da sud a nord (dal basso all'alto sulla mappa), al contrario dei percorsi tradizionali, la mappa e i commentari cominciano in fondo all'ultima pagina e lavorano verso l'alto e indietro verso la parte anteriore del libro. La guida fu scritta con l'aiuto di quattro persone (Harry Appleyard, Len Chadwick, Cyril Moore e Lawrence Smith) e la sua preparazione fu influenzata da una grande epidemia di Afta epizootica tra il 1966 e il 1967, che chiuse l'accesso a molte brughiere.
Nel 1972 Wainwright mise a punto la Coast to Coast Walk da est a ovest, in parte come alternativa alla Pennine Way da nord a sud. La Coast to Coast, come egli dichiara nella sua guida, segue lo stesso scopo della Pennine Way Companion, e "mette i Pennine Way in cattiva luce" per la sua bellezza e la varietà dei paesaggi. Il percorso di 190 miglia attraversa il nord dell'Inghilterra da St. Bees a Robin Hood's Bay, passando attraverso il Lake District, e ai due parchi nazionali di Yorkshire Dales e di North York Moors.
The Outlying Fells of Lakeland (un'idea che all'inizio era stata scartata), pupplicato nel 1974, fu la sua ultima guida importante. Successivamente si concentrò sugli album per gli schizzi, disegnando fino a che i suoi occhi non lo abbandonarono negli anni ottanta. La sua autobiografia, Ex-Fellwanderer, fu pubblicata nel 1987, era un chiaro tentativo di "ultimo lavoro", ma continuò a prestare il suo nome e alcuni commenti scritti alla serie di coffee table book con le foto di Derry Brabbs.

## Televisione e radio
Alla metà degli anni ottanta Wainwright era diventato una personalità politica; partecipò a cinque serie televisive della BBC, molto seguite e presentate da Eric Robson. Nel 2010, Robson un documentario radiofonico di un'ora su BBC Radio 4 su Wainwright dal titolo "L'uomo dietro le montagne" (16 ottobre 2010).
Un nuovo documentario della BBC sulla vita di Wainwright fu trasmesso domenica 25 febbraio 2007 su BBC Four, prima della nuova serie basata sulle sue guide.
La prima serie della BBC Wainwright Walks coprì Blencathra da Sharp Edge, Castle Crag, Haystacks e Scafell Pike da Seathwaite. La seconda serie, trasmessa alla fine del 2007, comprendeva Catbells, Crinkle Crags, Helm Crag, Helvellyn da Patterdale, High Street da Mardale e Pillar. Nell'agosto 2009 fu prodotta una terza serie, mentre una serie in sei parti sulla Coast to Coast Walk fu trasmessa da BBC Four nell'aprile e maggio 2009 e su BBC2 dal 21 luglio 2009,

e presentato da Julia Bradbury. Una serie televisiva della rete Granada intitolata Wainwright Country comprende Eagle Crag, Great Calva, Knott Rigg, Pike O'Blisco, Stybarrow Dodd, Thornthwaite Crag e Yewbarrow.

### Uscite in DVD
Wainwright Walks Series One uscì in DVD nel giugno 2007 e la seconda serie all'inizio del gennaio 2008. Un'ulteriore serie uscì con in titolo Wainwright Walks: Coast to Coast nel giugno 2009.

## Influenze

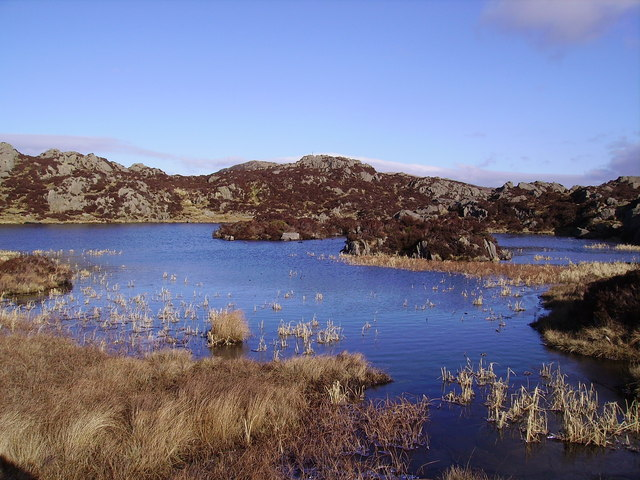
Innominate Tarn su Haystacks, la montagna preferita di Wainwright, dove sono state gettate le sue ceneri.

Wainwright morì nel 1991 per un attacco di cuore. Secondo il suo biografo Hunter Davies non è riuscito a lasciare nulla al figlio Peter, il prodotto del suo primo matrimonio infelice.
Le Pictorial Guides sono state ripubblicate di continuo e hanno venduto in tutto più di due milioni di copie.
Anche se un gran numero di guide più aggiornate sono ora sul mercato, i suoi libri rimangono tra i più popolari per la loro profondità, il dettaglio e lo stile unico. Inoltre la sua suddivisione del Lake District in sette aree, e la scelta delle montagne da includere, sono state seguite interamente o in parte da molti scrittori come Mark Richards. Anche la Coast to Coast Walk è una delle passeggiate più famose del Regno Unito nonostante la mancanza di uno status ufficiale, e la proliferazione di altre guide.
Nel 2003 un team di esperti della rivista Country Walking ha votato la Coast to Coast come secondO miglior percorso al mondo. La popolarità dei libri di disegni di Wainwright e dei libri di fotografie non è paragonabile alle sue guide, che tuttavia non sono più in stampa.
Le 214 montagne descritta nelle Pictorial Guides sono ora note come Lista di Wainwrights,
e la loro visità è una delle più comuni forme di peak bagging. La Long Distance Walkers Association tiene un registro di escursionisti che hanno completato questa lista; nel novembre 2007 c'erano 459 persone; di cui 40 che avevano completato la lista più di una volta. La Ramblers Association riporta nel 2008 che un ragazzo di 6 anni, quattro mesi e 27 giorni è stato il più giovane escursionista a completare la lista.

Nell'aprile 2009 un ragazzo di appena cinque anni completò il giro e divenne il terzo membro della sua famiglia ad entrare nella 'Youngest 214 Completer'.
Wainwright combatté per i diritti degli animali e diede molti dei profitti dei suoi libri in beneficenza per questa causa. Nel 1972 divenne presidente dell'associazione recentemente fondata Animal Rescue Cumbria, nel corso degli anni ha donato abbastanza soldi alla fondazione da permettere nel 1984, un rifugio per cani e gatti randagi a Kendal. Dopo la sua morte la società fu rinominata in sua memoria: "Animal Rescue Cumbria – The Wainwright Shelter".
La Wainwright Society fu inaugurata nel 2002, con lo scopo di mantenere vive le cose che egli promuoveva nei suoi libri.
Il 27 giugno 2007 un ponte, nella sua città natale, fu ufficialmente aperto con il nome di Wainwright Bridge.

## Opere
Questa è una lista dei principali libri di Wainwright pubblicati durante la sua vita. Egli scrisse molti altri libri di disegni e illustrazioni per lavori di altri autori famosi come "I cani della peste" di Richard Adams le cui mappe sono fondamentali per seguire il percorso dei cani. Similmente i suoi disegni e una mappa si trovano nel libro "Scratch & Co." di Molly Lefebure, di recente riedizione.

### Guide
- A Pictorial Guide to the Lakeland Fells
  - Book 1: The Eastern Fells (1955)
  - Book 2: The Far Eastern Fells (1957)
  - Book 3: The Central Fells (1958)
  - Book 4: The Southern Fells (1960)
  - Book 5: The Northern Fells (1962)
  - Book 6: The North Western Fells (1964)
  - Book 7: The Western Fells (1966)
- Pennine Way Companion (1968)
- Walks in Limestone Country (1970)
- Walks on the Howgill Fells (1972)
- A Coast to Coast Walk (1973)
- The Outlying Fells of Lakeland (1974)
- Walks from Ratty (1978)
- Old Roads of Eastern Lakeland (1985)

### Libri di disegni
- A Lakeland Sketchbook (1969)
- A Second Lakeland Sketchbook (1970)
- A Third Lakeland Sketchbook (1971)
- A Fourth Lakeland Sketchbook (1972)
- A Fifth Lakeland Sketchbook (1973)
- Westmorland Heritage (1974)
- Scottish Mountain Drawings (6 vols, 1974–1978)
- A Dales Sketchbook (1976)
- Kendal in the 19th Century (1977)
- A Second Dales Sketchbook (1978)
- A Furness Sketchbook (1978)
- A Second Furness Sketchbook (1979)
- Three Westmorland Rivers (1979)
- A Lune Sketchbook (1980)
- A Ribble Sketchbook (1980)
- An Eden Sketchbook (1980)
- Lakeland Mountain Drawings (5 vols, 1980–1984)
- A Bowland Sketchbook (1981)
- Welsh Mountain Drawings (1981)
- A Wyre Sketchbook (1982)
- A North Wales Sketchbook (1982)
- A South Wales Sketchbook (1983)
- A Peak District Sketchbook (1984)

### Lavori autobiografici
- Fellwanderer: The Story Behind the Guidebooks (1966)
- Ex-Fellwanderer (1987)
- A Pennine Journey: The Story of a Long Walk in 1938 (1987)
- Memoirs of a Fellwanderer (1993)

### Libri con illustrazioni a colori
- Fellwalking with Wainwright (1984), with Derry Brabbs
- Wainwright on the Pennine Way (1985), with Derry Brabbs
- Wainwright's Coast to Coast Walk (1987), with Derry Brabbs
- Wainwright in Scotland (1988), with Derry Brabbs
- Wainwright in the Lakeland Mountain Passes (1989), with Derry Brabbs
- Wainwright in the Limestone Dales (1991), with Ed Gelgard
- Wainwright's Favourite Lakeland Mountains (1991), with Derry Brabbs
- Wainwright in the Valleys of Lakeland (1992), with Derry Brabbs
- Wainwright's tour in the Lake District (1993), with Ed Gelgard

### Altri libri
- Fellwalking with a Camera (1988)

### Altri lavori
- Map of Westmorland (1974)
- Plague Dogs di Richard Adams (illustrazioni e mappe)(1977)
- Antiquarian Map of Cumbria (1980)